# Comune di Stenlille
Il comune di Stenlille fino al 1º gennaio 2007 è stato un comune danese situato nella 
contea della Selandia Occidentale, il comune aveva una popolazione di 5 544 abitanti (2005) e una superficie di 93,56 km². Capoluogo era la cittadina omonima.
Dal 1º gennaio 2007, con l'entrata in vigore della riforma amministrativa, il comune è stato soppresso e accorpato ai comuni di Sorø e di Dianalund
per dare luogo al riformato comune di Sorø compreso nella regione della Selandia.